# Tournoi de tennis de Moscou
Ne doit pas être confondu avec Tournoi de tennis de Moscou (International).
Le tournoi de Moscou est un tournoi de tennis professionnel à la fois féminin (WTA) et masculin (ATP).
Il se déroule chaque année en octobre, sur surface synthétique et en salle.
Chez les dames, Magdalena Maleeva (en 1994-1995) et Anastasia Myskina (2003-2004) s'y sont chacune imposé deux fois consécutivement en simple, la première ajoutant un 3e succès en 2002.
En raison de l'invasion de l'Ukraine par la Russie en février 2022, les instances du tennis mondial décident le 1er mars d'annuler le tournoi de Moscou.

## Palmarès dames

### Simple
| No       | Date       | Nom et lieu du tournoi                              | Catégorie                                           | Dotation                                            | Surface                                             | Vainqueure                                          | Finaliste                                           | Score                                               |                                                     |
| -------- | ---------- | --------------------------------------------------- | --------------------------------------------------- | --------------------------------------------------- | --------------------------------------------------- | --------------------------------------------------- | --------------------------------------------------- | --------------------------------------------------- | --------------------------------------------------- |
| 1        | 11-08-1965 | Moscow International, Moscou                        |                                                     | NC                                                  | NC                                                  | Margaret Smith                                      | Galina Baksheeva                                    | 6-2, 6-4                                            | Tableau                                             |
| Ère Open |            |                                                     |                                                     |                                                     |                                                     |                                                     |                                                     |                                                     |                                                     |
| 2        | 15-02-1971 | USSR Champs, Moscou                                 |                                                     | NC                                                  | NC                                                  | Olga Morozova                                       | Maria Kull                                          | 6-1, 7-5                                            | Tableau                                             |
|          | 1972-1974  | Pas de tournoi                                      | Pas de tournoi                                      | Pas de tournoi                                      | Pas de tournoi                                      | Pas de tournoi                                      | Pas de tournoi                                      | Pas de tournoi                                      | Pas de tournoi                                      |
| 3        | 18-01-1975 | Moscow Open, Moscou                                 |                                                     | NC                                                  | Moquette (int.)                                     | Olga Morozova                                       | Elena Granaturova                                   | 6-0, 1-6, 6-4                                       |                                                     |
|          | 1976-1988  | Pas de tournoi                                      | Pas de tournoi                                      | Pas de tournoi                                      | Pas de tournoi                                      | Pas de tournoi                                      | Pas de tournoi                                      | Pas de tournoi                                      | Pas de tournoi                                      |
| 4        | 09-10-1989 | Moscow Open, Moscou                                 | Tier V                                              | 100 000 $                                           | Moquette (int.)                                     | Gretchen Rush                                       | Natasha Zvereva                                     | 6-3, 6-4                                            | Tableau                                             |
| 5        | 01-10-1990 | Moscow Open, Moscou                                 | Tier V                                              | 100 000 $                                           | Moquette (int.)                                     | Leila Meskhi                                        | Elena Bryukhovets                                   | 6-4, 6-4                                            | Tableau                                             |
| 6        | 23-09-1991 | St. Petersburg Open, Saint-Pétersbourg              | Tier V                                              | 100 000 $                                           | Moquette (int.)                                     | Larisa Neiland                                      | Barbara Rittner                                     | 3-6, 6-3, 6-4                                       | Tableau                                             |
|          | 1992-1993  | Pas de tournoi                                      | Pas de tournoi                                      | Pas de tournoi                                      | Pas de tournoi                                      | Pas de tournoi                                      | Pas de tournoi                                      | Pas de tournoi                                      | Pas de tournoi                                      |
| 7        | 19-09-1994 | Moscow Ladies Open, Moscou                          | Tier III                                            | 150 000 $                                           | Moquette (int.)                                     | Magdalena Maleeva                                   | Sandra Cecchini                                     | 7-5, 6-1                                            | Tableau                                             |
| 8        | 18-09-1995 | Moscow Ladies Open, Moscou                          | Tier III                                            | 161 250 $                                           | Moquette (int.)                                     | Magdalena Maleeva                                   | Elena Makarova                                      | 6-4, 6-2                                            | Tableau                                             |
| 9        | 28-10-1996 | Kremlin Cup, Moscou                                 | Tier III                                            | 400 000 $                                           | Moquette (int.)                                     | Conchita Martínez                                   | Barbara Paulus                                      | 6-1, 4-6, 6-4                                       | Tableau                                             |
| 10       | 27-10-1997 | Kremlin Cup, Moscou                                 | Tier I                                              | 926 250 $                                           | Moquette (int.)                                     | Jana Novotná                                        | Ai Sugiyama                                         | 6-3, 6-4                                            | Tableau                                             |
| 11       | 19-10-1998 | MGTS Kremlin Cup, Moscou                            | Tier I                                              | 1 000 000 $                                         | Moquette (int.)                                     | Mary Pierce                                         | Monica Seles                                        | 7-6, 6-3                                            | Tableau                                             |
| 12       | 18-10-1999 | Kremlin Cup, Moscou                                 | Tier I                                              | 1 050 000 $                                         | Moquette (int.)                                     | Nathalie Tauziat                                    | Barbara Schett                                      | 2-6, 6-4, 6-1                                       | Tableau                                             |
| 13       | 23-10-2000 | Kremlin Cup, Moscou                                 | Tier I                                              | 1 080 000 $                                         | Moquette (int.)                                     | Martina Hingis                                      | Anna Kournikova                                     | 6-3, 6-1                                            | Tableau                                             |
| 14       | 01-10-2001 | Kremlin Cup, Moscou                                 | Tier I                                              | 1 185 000 $                                         | Moquette (int.)                                     | Jelena Dokić                                        | Elena Dementieva                                    | 6-3, 6-3                                            | Tableau                                             |
| 15       | 30-09-2002 | Kremlin Cup, Moscou                                 | Tier I                                              | 1 224 000 $                                         | Moquette (int.)                                     | Magdalena Maleeva                                   | Lindsay Davenport                                   | 5-7, 6-3, 7-64                                      | Tableau                                             |
| 16       | 29-09-2003 | Ladies Kremlin Cup, Moscou                          | Tier I                                              | 1 300 000 $                                         | Moquette (int.)                                     | Anastasia Myskina                                   | Amélie Mauresmo                                     | 6-2, 6-4                                            | Tableau                                             |
| 17       | 11-10-2004 | Ladies Kremlin Cup, Moscou                          | Tier I                                              | 1 300 000 $                                         | Moquette (int.)                                     | Anastasia Myskina                                   | Elena Dementieva                                    | 7-5, 6-0                                            | Tableau                                             |
| 18       | 10-10-2005 | Ladies Kremlin Cup, Moscou                          | Tier I                                              | 1 300 000 $                                         | Moquette (int.)                                     | Mary Pierce                                         | Francesca Schiavone                                 | 6-4, 6-3                                            | Tableau                                             |
| 19       | 09-10-2006 | Kremlin Cup, Moscou                                 | Tier I                                              | 1 340 000 $                                         | Moquette (int.)                                     | Anna Chakvetadze                                    | Nadia Petrova                                       | 6-4, 6-4                                            | Tableau                                             |
| 20       | 08-10-2007 | Kremlin Cup, Moscou                                 | Tier I                                              | 1 340 000 $                                         | Moquette (int.)                                     | Elena Dementieva                                    | Serena Williams                                     | 5-7, 6-1, 6-1                                       | Tableau                                             |
| 21       | 06-10-2008 | Kremlin Cup, Moscou                                 | Tier I                                              | 1 340 000 $                                         | Dur (int.)                                          | Jelena Janković                                     | Vera Zvonareva                                      | 6-2, 6-4                                            | Tableau                                             |
| 22       | 19-10-2009 | Kremlin Cup, Moscou                                 | Premier                                             | 1 000 000 $                                         | Dur (int.)                                          | F. Schiavone                                        | Olga Govortsova                                     | 6-3, 6-0                                            | Tableau                                             |
| 23       | 18-10-2010 | Kremlin Cup, Moscou                                 | Premier                                             | 1 000 000 $                                         | Dur (int.)                                          | Victoria Azarenka                                   | Maria Kirilenko                                     | 6-3, 6-4                                            | Tableau                                             |
| 24       | 17-10-2011 | Kremlin Cup, Moscou                                 | Premier                                             | 721 000 $                                           | Dur (int.)                                          | Dominika Cibulková                                  | Kaia Kanepi                                         | 3-6, 7-61, 7-5                                      | Tableau                                             |
| 25       | 15-10-2012 | Kremlin Cup by Bank of Moscow, Moscou               | Premier                                             | 740 000 $                                           | Dur (int.)                                          | Caroline Wozniacki                                  | Samantha Stosur                                     | 6-2, 4-6, 7-5                                       | Tableau                                             |
| 26       | 14-10-2013 | Kremlin Cup by Bank of Moscow, Moscou               | Premier                                             | 795 707 $                                           | Dur (int.)                                          | Simona Halep                                        | Samantha Stosur                                     | 7-61, 6-2                                           | Tableau                                             |
| 27       | 13-10-2014 | Kremlin Cup by Bank of Moscow, Moscou               | Premier                                             | 710 000 $                                           | Dur (int.)                                          | A. Pavlyuchenkova                                   | Irina-Camelia Begu                                  | 6-4, 5-7, 6-1                                       | Tableau                                             |
| 28       | 19-10-2015 | Kremlin Cup by Bank of Moscow, Moscou               | Premier                                             | 702 900 $                                           | Dur (int.)                                          | Svetlana Kuznetsova                                 | A. Pavlyuchenkova                                   | 6-2, 6-1                                            | Tableau                                             |
| 29       | 17-10-2016 | VTB Kremlin Cup, Moscou                             | Premier                                             | 758 788 $                                           | Dur (int.)                                          | Svetlana Kuznetsova                                 | Daria Gavrilova                                     | 6-2, 6-1                                            | Tableau                                             |
| 30       | 16-10-2017 | VTB Kremlin Cup, Moscou                             | Premier                                             | 790 208 $                                           | Dur (int.)                                          | Julia Görges                                        | Daria Kasatkina                                     | 6-1, 6-2                                            | Tableau                                             |
| 31       | 15-10-2018 | VTB Kremlin Cup, Moscou                             | Premier                                             | 790 208 $                                           | Dur (int.)                                          | Daria Kasatkina                                     | Ons Jabeur                                          | 2-6, 7-63, 6-4                                      | Tableau                                             |
| 32       | 14-10-2019 | VTB Kremlin Cup, Moscou                             | Premier                                             | 1 032 000 $                                         | Dur (int.)                                          | Belinda Bencic                                      | A. Pavlyuchenkova                                   | 3-6, 6-1, 6-1                                       | Tableau                                             |
|          | 2020       | Tournoi annulé en raison de la pandémie de Covid-19 | Tournoi annulé en raison de la pandémie de Covid-19 | Tournoi annulé en raison de la pandémie de Covid-19 | Tournoi annulé en raison de la pandémie de Covid-19 | Tournoi annulé en raison de la pandémie de Covid-19 | Tournoi annulé en raison de la pandémie de Covid-19 | Tournoi annulé en raison de la pandémie de Covid-19 | Tournoi annulé en raison de la pandémie de Covid-19 |
| 33       | 18-10-2021 | VTB Kremlin Cup, Moscou                             | WTA 500                                             | 565 530 $                                           | Dur (int.)                                          | Anett Kontaveit                                     | Ekaterina Alexandrova                               | 4-6, 6-4, 7-5                                       | Tableau                                             |

### Double
| No       | Date       | Nom et lieu du tournoi                              | Catégorie                                           | Dotation                                            | Surface                                             | Vainqueures                                         | Finalistes                                          | Score                                               |                                                     |
| -------- | ---------- | --------------------------------------------------- | --------------------------------------------------- | --------------------------------------------------- | --------------------------------------------------- | --------------------------------------------------- | --------------------------------------------------- | --------------------------------------------------- | --------------------------------------------------- |
| 1        | 11-08-1965 | Moscow International Moscou                         |                                                     | NC                                                  | NC                                                  | Margaret Smith Judy Tegart                          | Francesca Gordigiani Lucia Bassi                    | 6-1, 6-1                                            | Tableau                                             |
| Ère Open |            |                                                     |                                                     |                                                     |                                                     |                                                     |                                                     |                                                     |                                                     |
| 2        | 15-02-1971 | USSR Champs Moscou                                  |                                                     | NC                                                  | NC                                                  | Eugenia Birioukova Marina Kroschina                 | Elena Granaturova Olga Morozova                     | 7-6, 5-7, 7-5                                       | Tableau                                             |
|          | 1972-1988  | Pas de tournoi                                      | Pas de tournoi                                      | Pas de tournoi                                      | Pas de tournoi                                      | Pas de tournoi                                      | Pas de tournoi                                      | Pas de tournoi                                      | Pas de tournoi                                      |
| 3        | 09-10-1989 | Moscow Open Moscou                                  | Tier V                                              | 100 000 $                                           | Moquette (int.)                                     | Larisa Savchenko Natasha Zvereva                    | Nathalie Herreman Catherine Suire                   | 6-3, 6-4                                            | Tableau                                             |
| 4        | 01-10-1990 | Moscow Open Moscou                                  | Tier V                                              | 100 000 $                                           | Moquette (int.)                                     | Gretchen Rush Robin White                           | Elena Bryukhovets Eugenia Maniokova                 | 6-2, 6-4                                            | Tableau                                             |
| 5        | 23-09-1991 | St. Petersburg Open Saint-Pétersbourg               | Tier V                                              | 100 000 $                                           | Moquette (int.)                                     | Elena Bryukhovets Natalia Medvedeva                 | Isabelle Demongeot Jo Durie                         | 7-5, 6-3                                            | Tableau                                             |
|          | 1992-1993  | Pas de tournoi                                      | Pas de tournoi                                      | Pas de tournoi                                      | Pas de tournoi                                      | Pas de tournoi                                      | Pas de tournoi                                      | Pas de tournoi                                      | Pas de tournoi                                      |
| 6        | 19-09-1994 | Moscow Ladies Open Moscou                           | Tier III                                            | 150 000 $                                           | Moquette (int.)                                     | Elena Makarova Eugenia Maniokova                    | Laura Golarsa Caroline Vis                          | 7-6, 6-4                                            | Tableau                                             |
| 7        | 18-09-1995 | Moscow Ladies Open Moscou                           | Tier III                                            | 161 250 $                                           | Moquette (int.)                                     | Meredith McGrath Larisa Neiland                     | Anna Kournikova Aleksandra Olsza                    | 6-1, 6-0                                            | Tableau                                             |
| 8        | 28-10-1996 | Kremlin Cup Moscou                                  | Tier III                                            | 400 000 $                                           | Moquette (int.)                                     | Natalia Medvedeva Larisa Neiland                    | Silvia Farina Barbara Schett                        | 7-6, 4-6, 6-1                                       | Tableau                                             |
| 9        | 27-10-1997 | Kremlin Cup Moscou                                  | Tier I                                              | 926 250 $                                           | Moquette (int.)                                     | Arantxa Sánchez Natasha Zvereva                     | Yayuk Basuki Caroline Vis                           | 5-3, ab.                                            | Tableau                                             |
| 10       | 19-10-1998 | MGTS Kremlin Cup Moscou                             | Tier I                                              | 1 000 000 $                                         | Moquette (int.)                                     | Mary Pierce Natasha Zvereva                         | Lisa Raymond Rennae Stubbs                          | 6-3, 6-4                                            | Tableau                                             |
| 11       | 18-10-1999 | Kremlin Cup Moscou                                  | Tier I                                              | 1 050 000 $                                         | Moquette (int.)                                     | Lisa Raymond Rennae Stubbs                          | Julie Halard Anke Huber                             | 6-1, 6-0                                            | Tableau                                             |
| 12       | 23-10-2000 | Kremlin Cup Moscou                                  | Tier I                                              | 1 080 000 $                                         | Moquette (int.)                                     | Julie Halard Ai Sugiyama                            | Martina Hingis Anna Kournikova                      | 4-6, 6-4, 7-65                                      | Tableau                                             |
| 13       | 01-10-2001 | Kremlin Cup Moscou                                  | Tier I                                              | 1 185 000 $                                         | Moquette (int.)                                     | Martina Hingis Anna Kournikova                      | Elena Dementieva Lina Krasnoroutskaïa               | 7-61, 6-3                                           | Tableau                                             |
| 14       | 30-09-2002 | Kremlin Cup Moscou                                  | Tier I                                              | 1 224 000 $                                         | Moquette (int.)                                     | Elena Dementieva Janette Husárová                   | Jelena Dokić Nadia Petrova                          | 2-6, 6-3, 7-67                                      | Tableau                                             |
| 15       | 29-09-2003 | Ladies Kremlin Cup Moscou                           | Tier I                                              | 1 300 000 $                                         | Moquette (int.)                                     | Nadia Petrova Meghann Shaughnessy                   | Anastasia Myskina Vera Zvonareva                    | 6-3, 6-4                                            | Tableau                                             |
| 16       | 11-10-2004 | Ladies Kremlin Cup Moscou                           | Tier I                                              | 1 300 000 $                                         | Moquette (int.)                                     | Anastasia Myskina Vera Zvonareva                    | Virginia Ruano Pascual Paola Suárez                 | 6-3, 4-6, 6-2                                       | Tableau                                             |
| 17       | 10-10-2005 | Ladies Kremlin Cup Moscou                           | Tier I                                              | 1 300 000 $                                         | Moquette (int.)                                     | Lisa Raymond Samantha Stosur                        | Cara Black Rennae Stubbs                            | 6-2, 6-4                                            | Tableau                                             |
| 18       | 09-10-2006 | Kremlin Cup Moscou                                  | Tier I                                              | 1 340 000 $                                         | Moquette (int.)                                     | Květa Peschke Francesca Schiavone                   | Iveta Benešová Galina Voskoboeva                    | 6-4, 6-74, 6-1                                      | Tableau                                             |
| 19       | 08-10-2007 | Kremlin Cup Moscou                                  | Tier I                                              | 1 340 000 $                                         | Moquette (int.)                                     | Cara Black Liezel Huber                             | Victoria Azarenka Tatiana Poutchek                  | 4-6, 6-1, [10-7]                                    | Tableau                                             |
| 20       | 06-10-2008 | Kremlin Cup Moscou                                  | Tier I                                              | 1 340 000 $                                         | Dur (int.)                                          | Nadia Petrova Katarina Srebotnik                    | Cara Black Liezel Huber                             | 6-4, 6-4                                            | Tableau                                             |
| 21       | 19-10-2009 | Kremlin Cup Moscou                                  | Premier                                             | 1 000 000 $                                         | Dur (int.)                                          | Maria Kirilenko Nadia Petrova                       | Maria Kondratieva Klára Zakopalová                  | 6-2, 6-2                                            | Tableau                                             |
| 22       | 18-10-2010 | Kremlin Cup Moscou                                  | Premier                                             | 1 000 000 $                                         | Dur (int.)                                          | Gisela Dulko Flavia Pennetta                        | Sara Errani María José Martínez                     | 6-3, 2-6, [10-6]                                    | Tableau                                             |
| 23       | 17-10-2011 | Kremlin Cup Moscou                                  | Premier                                             | 721 000 $                                           | Dur (int.)                                          | Vania King Yaroslava Shvedova                       | Anastasia Rodionova Galina Voskoboeva               | 7-63, 6-3                                           | Tableau                                             |
| 24       | 15-10-2012 | Kremlin Cup by Bank of Moscow Moscou                | Premier                                             | 740 000 $                                           | Dur (int.)                                          | Ekaterina Makarova Elena Vesnina                    | Maria Kirilenko Nadia Petrova                       | 6-3, 1-6, [10-8]                                    | Tableau                                             |
| 25       | 14-10-2013 | Kremlin Cup by Bank of Moscow Moscou                | Premier                                             | 795 707 $                                           | Dur (int.)                                          | Svetlana Kuznetsova Samantha Stosur                 | Alla Kudryavtseva Anastasia Rodionova               | 6-1, 1-6, [10-8]                                    | Tableau                                             |
| 26       | 13-10-2014 | Kremlin Cup by Bank of Moscow Moscou                | Premier                                             | 710 000 $                                           | Dur (int.)                                          | Martina Hingis Flavia Pennetta                      | Caroline Garcia Arantxa Parra Santonja              | 6-3, 7-5                                            | Tableau                                             |
| 27       | 19-10-2015 | Kremlin Cup by Bank of Moscow Moscou                | Premier                                             | 702 900 $                                           | Dur (int.)                                          | Daria Kasatkina Elena Vesnina                       | Irina-Camelia Begu Monica Niculescu                 | 6-3, 6-77, [10-5]                                   | Tableau                                             |
| 28       | 17-10-2016 | VTB Kremlin Cup Moscou                              | Premier                                             | 758 788 $                                           | Dur (int.)                                          | Andrea Hlaváčková Lucie Hradecká                    | Daria Gavrilova Daria Kasatkina                     | 4-6, 6-0, [10-7]                                    | Tableau                                             |
| 29       | 16-10-2017 | VTB Kremlin Cup Moscou                              | Premier                                             | 790 208 $                                           | Dur (int.)                                          | Tímea Babos Andrea Hlaváčková                       | Nicole Melichar Anna Smith                          | 6-2, 3-6, [10-3]                                    | Tableau                                             |
| 30       | 15-10-2018 | VTB Kremlin Cup Moscou                              | Premier                                             | 790 208 $                                           | Dur (int.)                                          | Alexandra Panova Laura Siegemund                    | Darija Jurak Raluca Olaru                           | 6-2, 7-62                                           | Tableau                                             |
| 31       | 14-10-2019 | VTB Kremlin Cup Moscou                              | Premier                                             | 1 032 000 $                                         | Dur (int.)                                          | Shuko Aoyama Ena Shibahara                          | Kirsten Flipkens Bethanie Mattek-Sands              | 6-2, 6-1                                            | Tableau                                             |
|          | 2020       | Tournoi annulé en raison de la pandémie de Covid-19 | Tournoi annulé en raison de la pandémie de Covid-19 | Tournoi annulé en raison de la pandémie de Covid-19 | Tournoi annulé en raison de la pandémie de Covid-19 | Tournoi annulé en raison de la pandémie de Covid-19 | Tournoi annulé en raison de la pandémie de Covid-19 | Tournoi annulé en raison de la pandémie de Covid-19 | Tournoi annulé en raison de la pandémie de Covid-19 |
| 32       | 18-10-2021 | VTB Kremlin Cup Moscou                              | WTA 500                                             | 565 530 $                                           | Dur (int.)                                          | Jeļena Ostapenko Kateřina Siniaková                 | Nadiia Kichenok Raluca Olaru                        | 6-2, 4-6, [10-8]                                    | Tableau                                             |

## Palmarès messieurs

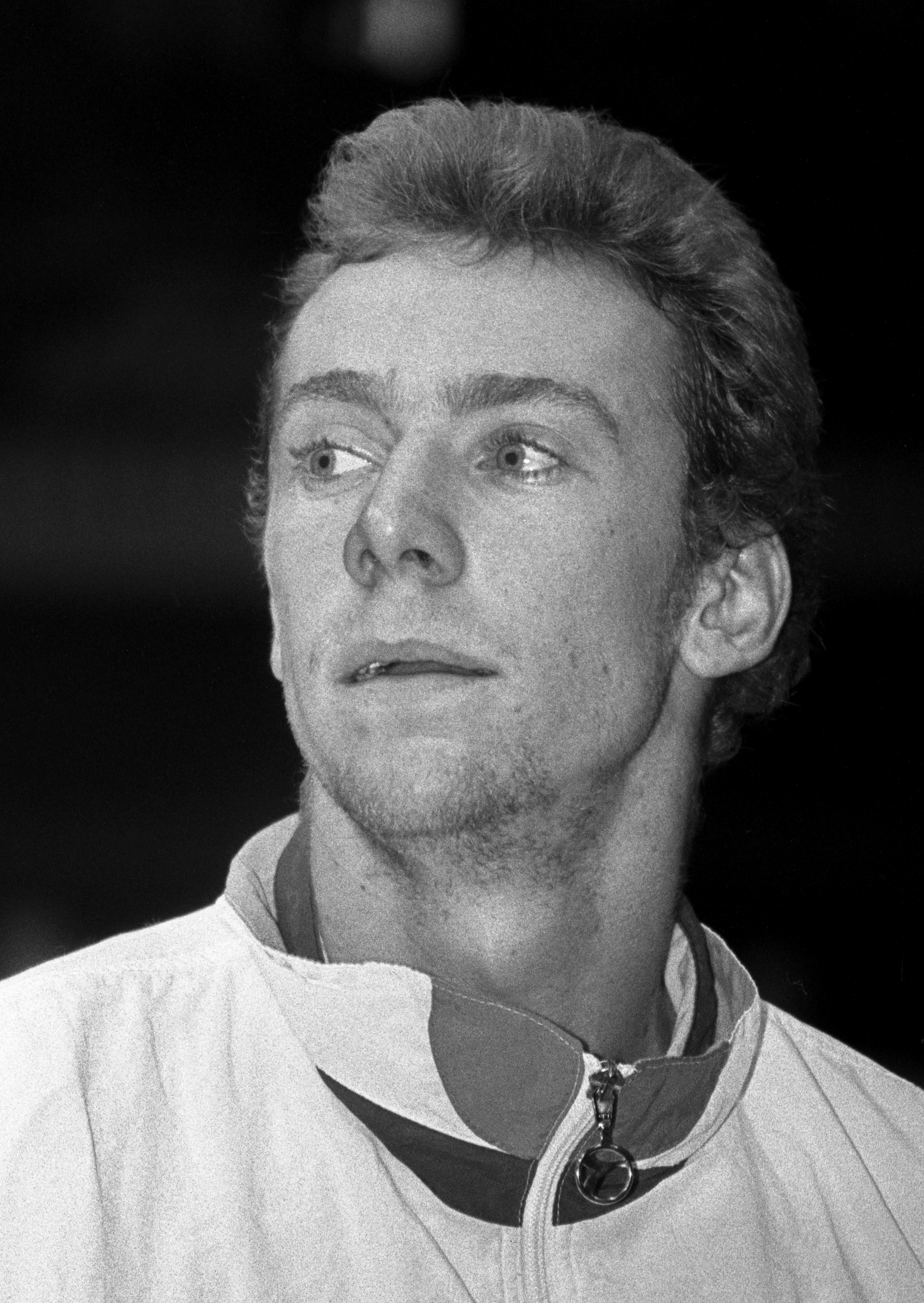
Marc Rosset, vainqueur du tournoi en 1992.

### Simple
| No | Date       | Nom et lieu du tournoi                | Catégorie      | Dotation       | Surface         | Vainqueur           | Finaliste             | Score           |                |
| -- | ---------- | ------------------------------------- | -------------- | -------------- | --------------- | ------------------- | --------------------- | --------------- | -------------- |
| 1  | 05-11-1990 | Kremlin Cup, Moscou                   | World Series   | 297 000 $      | Moquette (int.) | Andreï Cherkasov    | Tim Mayotte           | 6-2, 6-1        |                |
| 2  | 04-11-1991 | Kremlin Cup, Moscou                   | World Series   | 297 000 $      | Moquette (int.) | Andreï Cherkasov    | Jakob Hlasek          | 7-62, 3-6, 7-65 |                |
| 3  | 09-11-1992 | Kremlin Cup, Moscou                   | World Series   | 315 000 $      | Moquette (int.) | Marc Rosset         | Carl-Uwe Steeb        | 6-2, 6-2        |                |
| 4  | 08-11-1993 | Kremlin Cup, Moscou                   | World Series   | 325 000 $      | Moquette (int.) | Marc Rosset         | Patrik Kühnen         | 6-4, 6-3        |                |
| 5  | 07-11-1994 | Kremlin Cup, Moscou                   | World Series   | 1 100 000 $    | Moquette (int.) | Aleksandr Volkov    | Chuck Adams           | 6-2, 6-4        |                |
| 6  | 06-11-1995 | Kremlin Cup, Moscou                   | World Series   | 1 125 000 $    | Moquette (int.) | Carl-Uwe Steeb      | Daniel Vacek          | 7-65, 3-6, 7-66 |                |
| 7  | 04-11-1996 | Kremlin Cup, Moscou                   | World Series   | 1 125 000 $    | Moquette (int.) | Goran Ivanišević    | Ievgueni Kafelnikov   | 3-6, 6-1, 6-3   |                |
| 8  | 03-11-1997 | Kremlin Cup, Moscou                   | World Series   | 1 125 000 $    | Moquette (int.) | Ievgueni Kafelnikov | Petr Korda            | 7-62, 6-4       |                |
| 9  | 09-11-1998 | Kremlin Cup, Moscou                   | Int' Series    | 1 125 000 $    | Moquette (int.) | Ievgueni Kafelnikov | Goran Ivanišević      | 7-62, 7-65      |                |
| 10 | 08-11-1999 | Kremlin Cup, Moscou                   | Int' Series    | 975 000 $      | Moquette (int.) | Ievgueni Kafelnikov | Byron Black           | 7-62, 6-4       |                |
| 11 | 23-10-2000 | Kremlin Cup, Moscou                   | Int' Series    | 975 000 $      | Moquette (int.) | Ievgueni Kafelnikov | David Prinosil        | 6-2, 7-5        |                |
| 12 | 01-10-2001 | Kremlin Cup, Moscou                   | Int' Series    | 975 000 $      | Moquette (int.) | Ievgueni Kafelnikov | Nicolas Kiefer        | 6-4, 7-5        |                |
| 13 | 30-09-2002 | Kremlin Cup, Moscou                   | Int' Series    | 975 000 $      | Moquette (int.) | Paul-Henri Mathieu  | Sjeng Schalken        | 4-6, 6-2, 6-0   | Tableau        |
| 14 | 29-09-2003 | Kremlin Cup, Moscou                   | Int' Series    | 975 000 $      | Moquette (int.) | Taylor Dent         | Sargis Sargsian       | 7-65, 6-4       | Tableau        |
| 15 | 11-10-2004 | Kremlin Cup, Moscou                   | Int' Series    | 975 000 $      | Moquette (int.) | Nikolay Davydenko   | Greg Rusedski         | 3-6, 6-3, 7-5   | Tableau        |
| 16 | 10-10-2005 | Kremlin Cup, Moscou                   | Int' Series    | 975 000 $      | Moquette (int.) | Igor Andreev        | Nicolas Kiefer        | 5-7, 7-63, 6-2  | Tableau        |
| 17 | 09-10-2006 | Kremlin Cup, Moscou                   | Int' Series    | 975 000 $      | Moquette (int.) | Nikolay Davydenko   | Marat Safin           | 6-4, 5-7, 6-4   | Tableau        |
| 18 | 08-10-2007 | Kremlin Cup, Moscou                   | Int' Series    | 975 000 $      | Dur (int.)      | Nikolay Davydenko   | Paul-Henri Mathieu    | 7-5, 7-69       | Tableau        |
| 19 | 06-10-2008 | Kremlin Cup, Moscou                   | Int' Series    | 1 024 000 $    | Dur (int.)      | Igor Kunitsyn       | Marat Safin           | 7-66, 64-7, 6-3 | Tableau        |
| 20 | 19-10-2009 | Kremlin Cup, Moscou                   | ATP 250        | 1 000 000 $    | Dur (int.)      | Mikhail Youzhny     | Janko Tipsarević      | 65-7, 6-0, 6-4  | Tableau        |
| 21 | 18-10-2010 | Kremlin Cup, Moscou                   | ATP 250        | 1 000 000 $    | Dur (int.)      | Viktor Troicki      | Márcos Baghdatís      | 3-6, 6-4, 6-3   | Tableau        |
| 22 | 17-10-2011 | Kremlin Cup, Moscou                   | ATP 250        | 725 000 $      | Dur (int.)      | Janko Tipsarević    | Viktor Troicki        | 6-4, 6-2        | Tableau        |
| 23 | 15-10-2012 | Kremlin Cup, Moscou                   | ATP 250        | 673 150 $      | Dur (int.)      | Andreas Seppi       | Thomaz Bellucci       | 3-6, 7-63, 6-3  | Tableau        |
| 24 | 14-10-2013 | Kremlin Cup, Moscou                   | ATP 250        | 746 750 $      | Dur (int.)      | Richard Gasquet     | Mikhail Kukushkin     | 4-6, 6-4, 6-4   | Tableau        |
| 25 | 13-10-2014 | Kremlin Cup, Moscou                   | ATP 250        | 776 620 $      | Dur (int.)      | Marin Čilić         | Roberto Bautista-Agut | 6-4, 6-4        | Tableau        |
| 26 | 19-10-2015 | Kremlin Cup by Bank of Moscow, Moscou | ATP 250        | 698 325 $      | Dur (int.)      | Marin Čilić         | Roberto Bautista-Agut | 6-4, 6-4        | Tableau        |
| 27 | 17-10-2016 | VTB Kremlin Cup, Moscou               | ATP 250        | 717 250 $      | Dur (int.)      | Pablo Carreño-Busta | Fabio Fognini         | 4-6, 6-3, 6-2   | Tableau        |
| 28 | 16-10-2017 | VTB Kremlin Cup, Moscou               | ATP 250        | 745 940 $      | Dur (int.)      | Damir Džumhur       | Ričardas Berankis     | 6-2, 1-6, 6-4   | Tableau        |
| 29 | 15-10-2018 | VTB Kremlin Cup, Moscou               | ATP 250        | 912 680 $      | Dur (int.)      | Karen Khachanov     | Adrian Mannarino      | 6-2, 6-2        | Tableau        |
| 30 | 14-10-2019 | VTB Kremlin Cup, Moscou               | ATP 250        | 840 130 $      | Dur (int.)      | Andrey Rublev       | Adrian Mannarino      | 6-4, 6-0        | Tableau        |
|    | 2020       | Pas de tournoi                        | Pas de tournoi | Pas de tournoi | Pas de tournoi  | Pas de tournoi      | Pas de tournoi        | Pas de tournoi  | Pas de tournoi |
| 30 | 18-10-2021 | VTB Kremlin Cup, Moscou               | ATP 250        | 697 125 $      | Dur (int.)      | Aslan Karatsev      | Marin Čilić           | 6-2, 6-4        | Tableau        |

### Double
| No | Date       | Nom et lieu du tournoi                | Catégorie      | Dotation       | Surface         | Vainqueurs                           | Finalistes                         | Score             |                |
| -- | ---------- | ------------------------------------- | -------------- | -------------- | --------------- | ------------------------------------ | ---------------------------------- | ----------------- | -------------- |
| 1  | 05-11-1990 | Kremlin Cup, Moscou                   | World Series   | 297 000 $      | Moquette (int.) | Hendrik Jan Davids Paul Haarhuis     | John Fitzgerald Anders Järryd      | 6-4, 7-6          |                |
| 2  | 04-11-1991 | Kremlin Cup, Moscou                   | World Series   | 297 000 $      | Moquette (int.) | Eric Jelen Carl-Uwe Steeb            | Andreï Cherkasov Aleksandr Volkov  | 6-4, 7-6          |                |
| 3  | 09-11-1992 | Kremlin Cup, Moscou                   | World Series   | 315 000 $      | Moquette (int.) | Marius Barnard John-Laffnie de Jager | David Adams Andreï Olhovskiy       | 6-4, 3-6, 7-6     |                |
| 4  | 08-11-1993 | Kremlin Cup, Moscou                   | World Series   | 325 000 $      | Moquette (int.) | Jacco Eltingh Paul Haarhuis          | Jan Apell Jonas Björkman           | 6-1, ab.          |                |
| 5  | 07-11-1994 | Kremlin Cup, Moscou                   | World Series   | 1 100 000 $    | Moquette (int.) | Jacco Eltingh Paul Haarhuis          | David Adams Andreï Olhovskiy       | Forfait           |                |
| 6  | 06-11-1995 | Kremlin Cup, Moscou                   | World Series   | 1 125 000 $    | Moquette (int.) | Byron Black Jared Palmer             | Tommy Ho Brett Steven              | 6-4, 3-6, 6-3     |                |
| 7  | 04-11-1996 | Kremlin Cup, Moscou                   | World Series   | 1 125 000 $    | Moquette (int.) | Rick Leach Andreï Olhovskiy          | Jiří Novák David Rikl              | 4-6, 6-1, 6-2     |                |
| 8  | 03-11-1997 | Kremlin Cup, Moscou                   | World Series   | 1 125 000 $    | Moquette (int.) | Martin Damm Cyril Suk                | David Adams Fabrice Santoro        | 6-4, 6-3          |                |
| 9  | 09-11-1998 | Kremlin Cup, Moscou                   | Int' Series    | 1 125 000 $    | Moquette (int.) | Jared Palmer Jeff Tarango            | Ievgueni Kafelnikov Daniel Vacek   | 6-4, 6-7, 6-2     |                |
| 10 | 08-11-1999 | Kremlin Cup, Moscou                   | Int' Series    | 975 000 $      | Moquette (int.) | Justin Gimelstob Daniel Vacek        | Andreï Medvedev Marat Safin        | 6-2, 6-1          |                |
| 11 | 23-10-2000 | Kremlin Cup, Moscou                   | Int' Series    | 975 000 $      | Moquette (int.) | Jonas Björkman David Prinosil        | Jiří Novák David Rikl              | 6-2, 6-3          |                |
| 12 | 01-10-2001 | Kremlin Cup, Moscou                   | Int' Series    | 975 000 $      | Moquette (int.) | Max Mirnyi Sandon Stolle             | Mahesh Bhupathi Jeff Tarango       | 6-3, 6-0          |                |
| 13 | 30-09-2002 | Kremlin Cup, Moscou                   | Int' Series    | 975 000 $      | Moquette (int.) | Roger Federer Max Mirnyi             | Joshua Eagle Sandon Stolle         | 6-4, 7-60         | Tableau        |
| 14 | 29-09-2003 | Kremlin Cup, Moscou                   | Int' Series    | 975 000 $      | Moquette (int.) | Mahesh Bhupathi Max Mirnyi           | Wayne Black Kevin Ullyett          | 6-3, 7-5          | Tableau        |
| 15 | 11-10-2004 | Kremlin Cup, Moscou                   | Int' Series    | 975 000 $      | Moquette (int.) | Igor Andreev Nikolay Davydenko       | Mahesh Bhupathi Jonas Björkman     | 3-6, 6-3, 6-4     | Tableau        |
| 16 | 10-10-2005 | Kremlin Cup, Moscou                   | Int' Series    | 975 000 $      | Moquette (int.) | Max Mirnyi Mikhail Youzhny           | Igor Andreev Nikolay Davydenko     | 6-1, 6-1          | Tableau        |
| 17 | 09-10-2006 | Kremlin Cup, Moscou                   | Int' Series    | 975 000 $      | Moquette (int.) | Fabrice Santoro Nenad Zimonjić       | František Čermák Jaroslav Levinský | 6-1, 7-5          | Tableau        |
| 18 | 08-10-2007 | Kremlin Cup, Moscou                   | Int' Series    | 975 000 $      | Dur (int.)      | Marat Safin Dmitri Toursounov        | Tomáš Cibulec Lovro Zovko          | 6-4, 6-2          | Tableau        |
| 19 | 06-10-2008 | Kremlin Cup, Moscou                   | Int' Series    | 1 024 000 $    | Dur (int.)      | Serhiy Stakhovsky Potito Starace     | Stephen Huss Ross Hutchins         | 7-64, 2-6, [10-6] | Tableau        |
| 20 | 19-10-2009 | Kremlin Cup, Moscou                   | ATP 250        | 1 000 000 $    | Dur (int.)      | Pablo Cuevas Marcel Granollers       | František Čermák Michal Mertiňák   | 4-6, 7-5, [10-8]  | Tableau        |
| 21 | 18-10-2010 | Kremlin Cup, Moscou                   | ATP 250        | 1 000 000 $    | Dur (int.)      | Igor Kunitsyn Dmitri Toursounov      | Janko Tipsarević Viktor Troicki    | 7-68, 6-3         | Tableau        |
| 22 | 17-10-2011 | Kremlin Cup, Moscou                   | ATP 250        | 725 000 $      | Dur (int.)      | František Čermák Filip Polášek       | Carlos Berlocq David Marrero       | 6-3, 6-1          | Tableau        |
| 23 | 15-10-2012 | Kremlin Cup, Moscou                   | ATP 250        | 673 150 $      | Dur (int.)      | František Čermák Michal Mertiňák     | Simone Bolelli Daniele Bracciali   | 7-5, 6-3          | Tableau        |
| 24 | 14-10-2013 | Kremlin Cup, Moscou                   | ATP 250        | 746 750 $      | Dur (int.)      | Mikhail Elgin Denis Istomin          | Ken Skupski Neal Skupski           | 6-2, 1-6, [14-12] | Tableau        |
| 25 | 13-10-2014 | Kremlin Cup, Moscou                   | ATP 250        | 776 620 $      | Dur (int.)      | František Čermák Jiří Veselý         | Sam Groth Chris Guccione           | 7-62, 7-5         | Tableau        |
| 26 | 19-10-2015 | Kremlin Cup by Bank of Moscow, Moscou | ATP 250        | 698 325 $      | Dur (int.)      | Andrey Rublev Dmitri Toursounov      | Radu Albot František Čermák        | 2-6, 6-1, [10-6]  | Tableau        |
| 27 | 17-10-2016 | VTB Kremlin Cup, Moscou               | ATP 250        | 717 250 $      | Dur (int.)      | Juan Sebastián Cabal Robert Farah    | Julian Knowle Jürgen Melzer        | 7-5, 4-6 [10-5]   | Tableau        |
| 28 | 16-10-2017 | VTB Kremlin Cup, Moscou               | ATP 250        | 745 940 $      | Dur (int.)      | Max Mirnyi Philipp Oswald            | Damir Džumhur Antonio Šančić       | 6-3, 7-5          | Tableau        |
| 29 | 15-10-2018 | VTB Kremlin Cup, Moscou               | ATP 250        | 912 680 $      | Dur (int.)      | Austin Krajicek Rajeev Ram           | Max Mirnyi Philipp Oswald          | 7-64, 6-4         | Tableau        |
| 30 | 14-10-2019 | VTB Kremlin Cup, Moscou               | ATP 250        | 840 130 $      | Dur (int.)      | Marcelo Demoliner Matwé Middelkoop   | Simone Bolelli Andrés Molteni      | 6-1, 6-2          | Tableau        |
|    | 2020       | Pas de tournoi                        | Pas de tournoi | Pas de tournoi | Pas de tournoi  | Pas de tournoi                       | Pas de tournoi                     | Pas de tournoi    | Pas de tournoi |
| 31 | 18-10-2021 | VTB Kremlin Cup, Moscou               | ATP 250        | 697 125 $      | Dur (int.)      | Harri Heliövaara Matwé Middelkoop    | Tomislav Brkić Nikola Čačić        | 7-5, 4-6, [11-9]  | Tableau        |

## Palmarès mixte
| No | Date       | Nom et lieu du tournoi      | Catégorie | Dotation | Surface | Vainqueures                | Finalistes                    | Score    |         |
| -- | ---------- | --------------------------- | --------- | -------- | ------- | -------------------------- | ----------------------------- | -------- | ------- |
| 1  | 11-08-1965 | Moscow International Moscou |           | NC       | NC      | Margaret Smith Robert Howe | Galina Baksheeva Toomas Leius | 6-4, 6-2 | Tableau |